# جوردن روسيتير
جوردن بيرنارد روسيتير (بالإنجليزية: Jordan Rossiter)‏ مواليد 24 مارس 1997 في ليفربول، هو لاعب كرة قدم إنجليزي يلعب مع نادي بريستول روفيرز كلاعب وسط. مثّل منتخب إنجلترا لكرة القدم فئة الشباب.

## المسيرة الاحترافية

### أندية لعب لها
- نادي ليفربول

## روابط خارجية
- جوردن روسيتير على موقع الاتحاد الأوربي (الإنجليزية)
- جوردن روسيتير على موقع قاعدة بيانات كرة القدم.إي يو (الإنجليزية)
- جوردن روسيتير على موقع Soccerbase.com (لاعب) (الإنجليزية)
- جوردن روسيتير على موقع Soccerway.com (الإنجليزية)
- جوردن روسيتير على موقع عالم كرة القدم.نت (الإنجليزية)
- جوردن روسيتير على موقع AS.com (الإسبانية)